# Чернопятнистая кошачья акула
Чернопятнистая кошачья акула, или губастая кошачья акула (лат. Aulohalaelurus labiosus) — один из видов рода Губастых кошачьих акул (Aulohalaelurus) из семейства кошачьих акул (Scyliorhinidae).

## Ареал
Эндемичный вид, обитающий на континентальном шельфе и коралловых рифах у западного побережья Австралии на глубине не более 4 м.

## Описание
Максимальный размер 67 см.

## Биология
Ведёт ночной образ жизни. Размножается, откладывая яйца, заключенные в твердую капсулу. Самцы достигают половой зрелости при длине 54 см, при средней длине 61 см.

## Взаимодействие с человеком
В местах обитания этой акулы интенсивный рыбный промысел не ведётся. Есть данные о том, что этих небольших и привлекательных акул ловят и продают для содержания в аквариумах. Международный союз охраны природы присвоил этому виду статус «Вызывающий наименьшие опасения».